# Lee Yeong-jae
Đây là một tên người Triều Tiên, họ là Lee.
Lee Yeong-jae (tiếng Hàn: 이영재; Hanja: 李英才; sinh ngày 13 tháng 9 năm 1994) là một tiền vệ bóng đá Hàn Quốc thi đấu cho Ulsan Hyundai FC và Đội tuyển bóng đá quốc gia Hàn Quốc.

## Sự nghiệp câu lạc bộ
Lee gia nhập Ulsan Hyundai năm 2015 và ra mắt ở giải vô địch trước Jeonnam Dragons ngày 5 tháng 7 năm 2015. Ngày 25 tháng 10 năm 2015, anh ghi bàn thắng đầu tiên trước Jeonnam Dragons.
Anh chuyển đến Busan IPark theo dạng cho mượn ngày 8 tháng 2 năm 2016.

## Sự nghiệp quốc tế
Anh từng là thành viên của đội tuyển U-23 quốc gia Hàn Quốc tham dự Cúp Nhà vua Thái Lan 2015 và Giải vô địch bóng đá U-23 châu Á 2016. Anh có 20 trận ra sân và 4 bàn thắng cho đội tuyển Olympic Hàn Quốc.

## Thống kê sự nghiệp câu lạc bộ
| Thành tích câu lạc bộ | Thành tích câu lạc bộ | Thành tích câu lạc bộ | Giải vô địch | Giải vô địch | Cúp     | Cúp       | Châu lục | Châu lục  | Tổng cộng | Tổng cộng |
| Mùa giải              | Câu lạc bộ            | Giải vô địch          | Số trận      | Bàn thắng    | Số trận | Bàn thắng | Số trận  | Bàn thắng | Số trận   | Bàn thắng |
| Hàn Quốc              | Hàn Quốc              | Hàn Quốc              | Giải vô địch | Giải vô địch | Cúp KFA | Cúp KFA   | Châu Á   | Châu Á    | Tổng cộng | Tổng cộng |
| --------------------- | --------------------- | --------------------- | ------------ | ------------ | ------- | --------- | -------- | --------- | --------- | --------- |
| 2015                  | Ulsan Hyundai         | K League 1            | 10           | 1            | 0       | 0         | —        | —         | 10        | 1         |
| 2016                  | Busan IPark(mượn)     | K League 2            | 17           | 1            | 2       | 1         | —        | —         | 19        | 2         |
| Tổng                  | Hàn Quốc              | Hàn Quốc              | 27           | 2            | 2       | 1         | 0        | 0         | 29        | 3         |
| Tổng cộng sự nghiệp   | Tổng cộng sự nghiệp   | Tổng cộng sự nghiệp   | 27           | 2            | 2       | 1         | 0        | 0         | 29        | 3         |